# Střední Opava
Střední Opava je řeka v Hrubém Jeseníku dlouhá 12,9 km. Pramení na severovýchodní straně Pradědu v nadmořské výšce 1180 m n. m. a postupně se do ní vlévá řada menších toků, včetně Bílé Opavy ve Vrbně pod Pradědem. V tomto městě nakonec soutokem Střední Opavy a Černé Opavy vzniká řeka Opava.

## Průběh toku
Řeka pramení 700 m pod sedlem mezi Pradědem a Malým Dědem. Po 1 km toku se spojí s dalšími potoky, pokračuje podél Pradědské cesty a po 2 km protéká první vesnicí Vidly, kde nabírá Česnekový, Sokolí a Videlský potok. Dále se kroutí mezi cestou 451 a po 5 km protéká osadou Bílý Potok, v níž nabírá stejnojmenný přítok.
Řeka pokračuje lesem, kde se odpojuje náhon zásobující malou soukromou elektrárnu v Železné. Pak teče 3 km až do Vrbna pod Pradědem přes kamennou hráz sloužící k zachytávání velkých předmětů plovoucí po řece při povodních. Potom už je břeh řeky po povodních v roce 1997 zpevněn kameny.
Řeka vtéká do města Vrbna pod Pradědem, přičemž po pravé straně nabírá svůj největší přítok, Bílou Opavu. Po 200 metrech toku se dělí na 2 části. Větší část, nepůvodní, teče přes jez; menší část, původní, má nezpevněné břehy a protéká lesem přes malý rybník a pak zpět do řeky, čímž vznikl malý ostrov. Řeka dále teče přes 3 jezy soutokem s Černou Opavou vytváří řeku Opava.

## Přítoky

### Levostranné
Česnekový potok, Skalní potok a Bílý potok

### Pravostranné
Sokolí potok, Videlský potok a Bílá Opava 